# George Davis Snell
George Davis Snell (Bradford, Massachusetts, 1903 - Bar Harbor, 1996) fou un genetista i professor universitari nord-americà guardonat amb el Premi Nobel de Medicina o Fisiologia l'any 1980.

## Biografia
Va néixer el 19 de desembre de 1903 a la ciutat de Bradford, població situada a l'estat nord-americà de Massachusetts. Va estudiar genètica a la Universitat Harvard sota la direcció de William E. Castle, on es doctorà el 1930. Posteriorment amplià els seus estudis durant una estada postdoctoral a la Universitat de Texas treballant sota la direcció de Hermann Joseph Muller, i fou successivament professor de zoologia a la Universitat Brown entre 1930 i 1931 i professor ajudant de medicina a la Universitat Washington de Saint Louis entre 1933 i 1934. El 1935 entrà a treballar com a investigador al Laboratori Jackson de Bar Harbor, on restà la resta de la seva vida. Morí en aquesta ciutat de l'estat de Maine el 6 de juny de 1996.

## Recerca científica
Inicià la seva recerca a la Universitat de Texas estudiant els efectes genètics dels raigs X sobre els ratolins. Però Snell es feu mundialment conegut per les seves posteriors investigacions sobre la immunologia, sent el primer a descriure els antigens d'histocompatibilitat responsables del rebuig d'òrgans i teixits trasplantats, fet que portà a Jean Dausset a descriure l'any 1958 el complex d'histocompatibilitat principal (MHC) així com els Antígens dels Leucòcits Humans (HLA).
L'any 1980 fou guardonat, juntament amb Baruj Benacerraf i Jean Dausset, amb el Premi Nobel de Medicina o Fisiologia pels descobriments relacionats amb estructures determinades per la genètica a la superfície de la cèl·lula que regulen les reaccions immunològiques.